# Give Peace a Chance

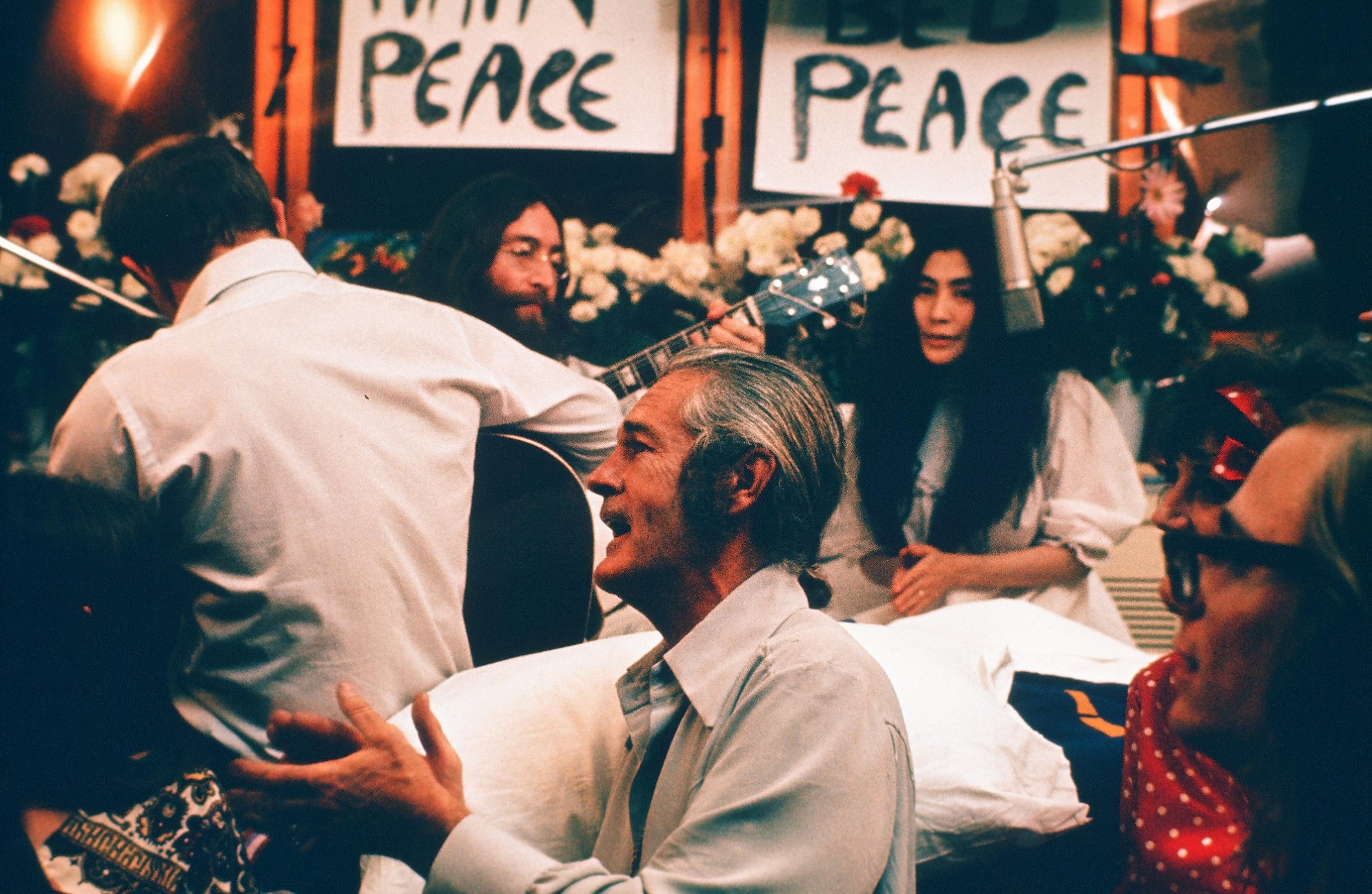
Inspelningen av Give Peace a Chance (1969).

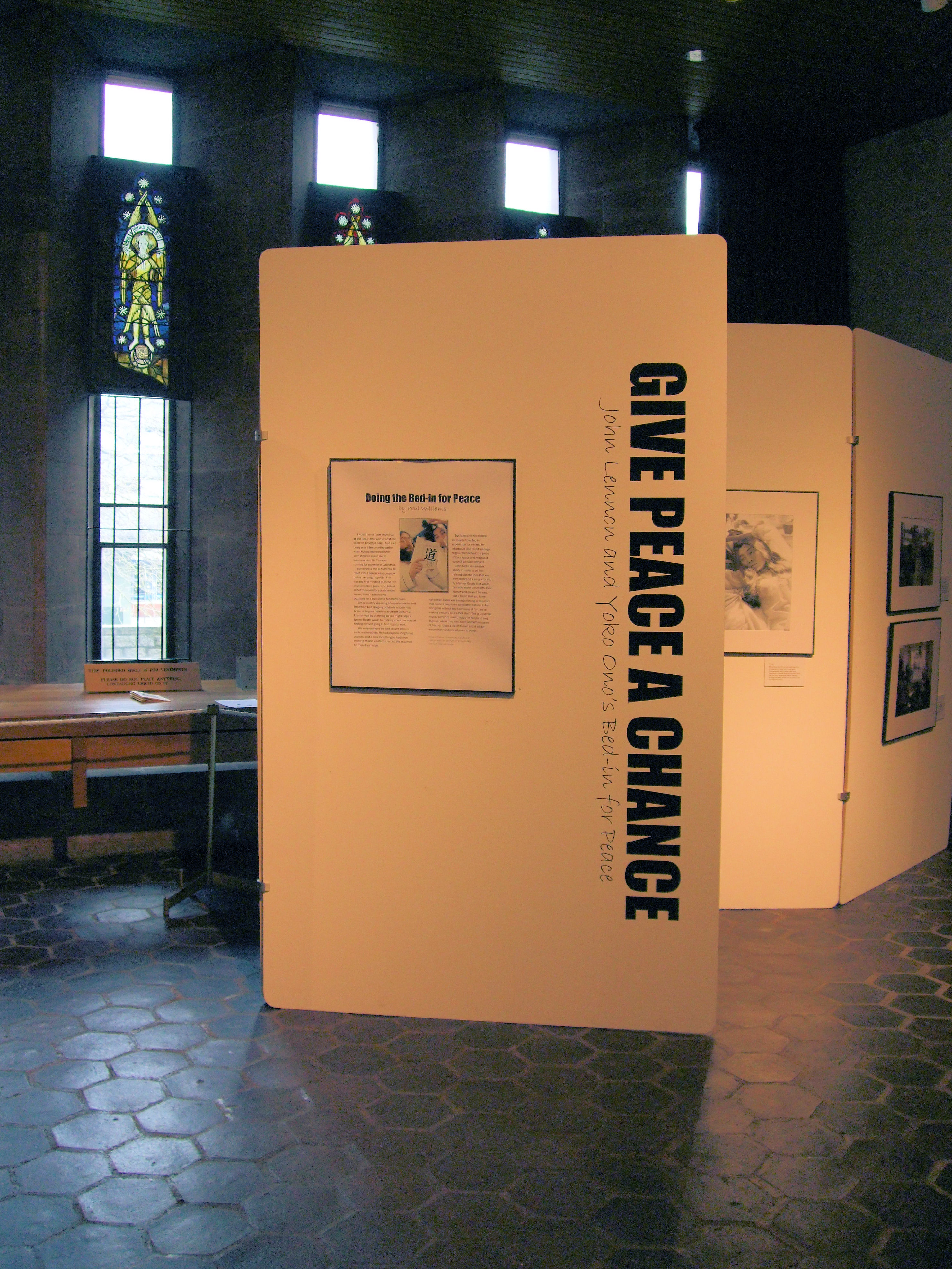
En fotoutställning baserad på Lennons och Onos arbete.

Give Peace a Chance är en sång skriven av John Lennon under vietnamkriget. Den utgavs som singel den 4 juli 1969. Sången är bland annat ett budskap till USA:s president Richard Nixon, då Lennon ville att Nixon skulle dra tillbaka trupperna.

## Komposition och inspelning
Sången skrevs under Lennons och Onos smekmånads-bed-in i Montréal i Québec i Kanada. Då Lennon blev tillfrågad av en reporter vad han försökte uppnå med att stanna i sängen, svarade han spontant "Just give peace a chance". Han sa frasen flera gånger under deras Bed-In. Den 1 juni 1969 spelade André Perry in låten i rum 1742 på Queen Elizabeth Hotel i Montréal. Fyra mikrofoner sattes upp, och en fyraspårsbandspelare, som hade hyrts från en lokal musikstudio användes. Inspelningen gästades av flera journalister och kändisar, bland andra Timothy Leary, Rabbi Abraham Feinberg, Joseph Schwartz, Rosemary Woodruff Leary, Petula Clark, Dick Gregory, Allen Ginsberg, Roger Scott, Murray the K och Derek Taylor, varav många nämndes i sångtexten. Lennon spelade akustisk gitarr och även Tommy Smothers från Smothers Brothers bidrog med gitarrspelande.
Då låten släpptes under 1969, var den krediterad till Lennon–McCartney. På vissa senare utgåvor är endast Lennon krediterad, till exempel 1990-utgåvan av albumet Live in New York City, dokumentären The U.S. vs. John Lennon (2006), och samlingsalbumet Lennon Legend: The Very Best of John Lennon (1997) samt dess DVD version sex år senare. 
Lennon sade senare att han kände sig skyldig för att ha krediterat McCartney på låten, vilken var hans första singel under eget namn, istället för att ge kreditering till Yoko Ono, som hjälpt honom skriva den. Enligt författaren Ian MacDonald var krediteringen Lennons sätt att tacka McCartney för att ha hjälpt honom spela in The Ballad of John and Yoko med mycket kort varsel.

## Sångtext
Den ursprungliga sista versen i låten refererar till "John and Yoko, Timmy Leary, Rosemary, Tommy Smothers, Bobby Dylan, Tommy Cooper, Derek Taylor, Norman Mailer, Allen Ginsberg, and Hare Krishna". Under framförandet av låten, inkluderad på albumet Live Peace in Toronto 1969, medgav Lennon att han inte kunde komma ihåg alla ord i texten, och improviserade med att nämna bandmedlemmar och annat som han kom på i stunden: "John and Yoko, Eric Clapton, Klaus Voormann, Penny Lane, Roosevelt, Nixon, Tommy Jones and Tommy Cooper, and somebody."
Den tredje versen innehåller en referens till onani (masturbation), men Lennon ändrade detta till mastication på det officiella textpappret.

## Singelsläpp och efterspel
Give Peace a Chance, med Onos Remember Love som b-sida släppes den 4 juli 1969 i Storbritannien och ett par dagar senare, 7 juli 1969 i USA. Låten nådde andra plats på UK Singles Chart, och nummer 14 på Billboard Hot 100 i USA.
Låten blev snabbt en hymn för Vietnamrörelsen, och sjöngs av en halv miljon demonstranter i Washington, D.C. på Vietnam Moratorium Day, 15 november 1969. De leddes av Pete Seeger, som ropade uttryck som "Are you listening, Nixon?" och "Are you listening, Agnew?", mellan refrängerna då demonstranterna sjöng "All we are saying ... is give peace a chance".
En liveversion av låten finns med på livealbumet Live Peace in Toronto 1969.

## Medverkande
- John Lennon – sång, akustisk gitarr
- Tom Smothers – akustisk gitarr
- Yoko Ono med flera – handklapp, tamburin, körsång
- Timothy Leary, Petula Clark – körsång
- André Perry – slagverk, producent

## Listplaceringar
| Lista (1969)   | Position               |
| -------------- | ---------------------- |
| Australien     | 4 (Go Set)             |
| Irland         | 7                      |
| Kanada         | 8 (RPM)                |
| Nederländerna  | 1                      |
| Norge          | 11 (VG-lista)          |
| Nya Zeeland    | 6 (NZ Listner)         |
| Schweiz        | 4                      |
| Storbritannien | 2 (UK Singles Chart)   |
| Sverige        | 7 (Kvällstoppen)       |
| Sverige        | 9 (Tio i topp)         |
| USA            | 14 (Billboard Hot 100) |
| Västtyskland   | 4                      |
| Österrike      | 2                      |

### Fotnotslista
1. ↑  UK Apple APPLE 13[7]
2. ↑  US Apple APPLE 1809[7]